# WTA Challenger Seoul
Das WTA Challenger Seoul (offiziell: Hana Bank Korea Open) ist ein Tennisturnier der WTA in der Kategorie WTA Challenger Series, das in Seoul erstmals im Dezember 2021 ausgetragen wurde.
Turniere der WTA Tour in Seoul sind hier aufgelistet.

## Siegerliste

### Einzel
| Jahr | Siegerin | Finalgegnerin       | Ergebnis |
| ---- | -------- | ------------------- | -------- |
| 2021 | Zhu Lin  | Kristina Mladenovic | 6:0, 6:4 |

### Doppel
| Jahr | Siegerinnen            | Finalgegnerinnen                          | Ergebnis |
| ---- | ---------------------- | ----------------------------------------- | -------- |
| 2021 | Han Na-lae Choi Ji-hee | Réka Luca Jani Valentini Grammatikopoulou | 6:4, 6:4 |